# Lymnas navia
Lymnas navia är en fjärilsart som beskrevs av Doubleday 1847. Lymnas navia ingår i släktet Lymnas och familjen Riodinidae. Inga underarter finns listade i Catalogue of Life.